# Đại dịch COVID-19 tại Cộng hòa Congo
Bài viết này ghi lại các tác động của Đại dịch COVID-19 tại Cộng hòa Congo và có thể không bao gồm tất cả các phản ứng và biện pháp chính hiện thời.

## Dòng thời gian
Trường hợp đầu tiên của đất nước được công bố vào ngày 14 tháng 3, một người đàn ông 50 tuổi trở về Cộng hòa Congo từ Paris, Pháp.
Tính đến ngày 31 tháng 12 năm 2022, Cộng hòa Congo ghi nhận 25,375 trường hợp nhiễm COVID-19 và 386 trường hợp tử vong.